# Metropolitano de Córdoba
O Metropolitano de Córdoba é um projeto nacional da Argentina para instalar uma rede de metropolitano na cidade de Córdoba. O sistema contará de 14 km até 15,8 km, com cerca de 17 estações distribuidas em 2 linhas.

## Origem do Projeto
No dia 10 de dezembro de 2007 o Secretario de Transporte e Tránsito do Município informou que existe uma iniciativa privada das empresas Iecsa / Ghela SPA para construir na Cidade de Córdoba 14 km de metropolitano subterráneo. O anuncio foi logo de reunir-se com o Secretario de Transporte da Nação, Ricardo Jaime. Posteriormente em 14 de dezembro, o município anunciou que iniciava os projetos de Viabilidade Técnica e Financeira.
Existe também uma variante do projeto, proposta pelo grupo Roggio, que contempla a construção de outra linha debaixo das Avenidas General Paz e Velez Sársfield.

## Temas de debate
Toda obra que modifica a estrutura viaria de uma cidade tem sempre votos a favor e contra.

### Votos a favor
Entre os assuntos mais importantes que surgem para a luz do mega projeto se encontran os estudos do suelo, cabe recordar que não é sempre que se pode construir subterrâneos. Outro assunto são as molestias causadas em superficie, segundo anticipou-se Mario Brondino, representante local de Iecsa, a construção não representará maiores molestias a nível de superficie. O habitual contrate do Estado, Iecsa, realçou que Buenos Aires iniciou a construção dos metropolitanos quando tinha 700.000 habitantes (atualmente Córdoba conta com mais de 1.300.000) e que não existen obstáculos técnicos para construi-lo. Agüero disse que a construção do Metropolitano, terá impacto sobre todo o sistema de transporte da Cidade (taxis, remises, coletivos, Trólebuses). Por sua parte Salvador Giordano (vice decano da UTN regional Córdoba) disse em 7 de julho de 2008 no programa radial Show 9705 (Radio LV2) que o metropolitano é necessario e que há que ver a obra com "visão de futuro" já que a mesma será terminada dentro de 5 anos.

### Votos contra
Muitos opinam que não é prioridade a inversão en um metropolitano. A cidade não tería a quantidade de habitantes necessaria para fazer rentavél o projeto. Outros opinan que um sistema de bondes seria mais otimo, barato e rápido de realizar. Em outros casos muitos opinam que há prioridades do tipo social antes de fazer um metrô o atual sistema de transporte podería-se melhorar e com isso evitar um gasto desnecessario como é um subterráneo. O ex-intendente da cidade Luis Juez é uma das figuras políticas de relevancia que estam abertamente contra o projeto. Disse "...se trata de um negocio do secretario de Transporte e o ministro Julio De Vido com a francesa Alstom... "

## Alguns dados
Dependendo de rodadas que se utilizem e outros fatores, o cálculo de custos totais do sistema é de quase 1.100 bilhões de dólares. O anteprojeto prevê o desenho de dois traços principais, com uma extensão total de 15,8 quilômetros. A primeira linha cruzaria a cidade de oeste para leste, pelas avenidas Colón-Olmos desde Duarte Quirós, chegando até o Bulevard Perón, passaria por baixo do mesmo, entraria na zona do Ferrocarro Mitre, até os arredores do terminal de ónibus. Além de mais, o mesma traçado segue por baixo do Rio Suquía, seguiria pela 24 de Setembro para finalmente chegar até a Avenida Pátria.
A segunda (sul-norte) se desenvolveria sobe a linha de Chacabuco-Maipú desde a Cidade Universitária, passaría debaixo do Rio Suquía para seguir até o cruzamento com o traçado do ferrocarro Belgrano, na altura da estação em Alta Córdoba. Têm-se previsto a construção de 17 estações, 11 no ramal oeste-leste, e seis no sul-norte, sua separação seria de 500 metros entre cada uma. Também se executaram trincheiras de transição para pátios e Worshops de estacionamento e mantimento do material rodante.
Uma variante do projeto, é a que planeja construir a linha sul-norte sobe o eixo Velez Sarsfield-General Paz.
A seção dos túneis por onde passaram as formações tem nove metros de altura, e o trecho estará por sua vez a nove metros da superfície.
O material rodante tería 20 m × 4,5 com uma capacidade para 1020 passageiros.
Desde vários anos Córdoba vem com um importante aumento da população.
As perfurações se realizaram com "tuneleras", a maneira de gigantescas brocas que podem avançar uns 40 metros diários. Segundo peritos da empresa Iecsa, como não se trabalhará abrindo as ruas desde a superfície, os inconvenientes do trânsito reduzir-se-iam aos pontos de ingresso das máquinas. Os túneis serão revestidos com elementos pré-fabricados de concreto armado de 40 centímetros de espessura.
Entre as bases de viabilidade técnica anuncia-se também que os mecanismos de tração das formações e alimentação elétrica e terão sistemas de segurança ao longo de toda a rede.
O Financiamento estaria a cargo do Governo Nacional, que poderia tomar créditos externos a 30 anos de prazo.